# Klaus Rütten
Klaus Rütten (* 14. Juni 1952) ist ein ehemaliger deutscher Fußballspieler.

## Karriere
Rütten spielte beim 1. FC Viersen in der Landesliga und ein Jahr in der Verbandsliga. Zur Saison 1975/76 wechselte er zum Bundesligisten SV Werder Bremen. Bei Werder wurde Rütten von Trainer Herbert Burdenski dreimal eingesetzt, das erste Mal am 2. Spieltag gegen Eintracht Frankfurt, als Otto Rehhagel im Februar 1976 die Funktion des Trainers an der Weser übernahm, spielte Rütten keine Rolle mehr. Rehhagel setzte auf Abwehrspieler wie Karl-Heinz Kamp, Horst-Dieter Höttges, Rudi Assauer und Per Røntved. So zog es Rütten in die 2. Bundesliga zur SpVgg Fürth. Bei den Fürthern wurde Rütten unter Trainer Hans Cieslarczyk schnell Stammspieler. Rütten blieb bis 1981 und spielte durchgängig in der Südstaffel der 2. Bundesliga. Danach wechselte er zurück in den Amateurbereich zum FC Herzogenaurach, wo er seine Karriere ausklingen ließ.